# Jónas Kristjánsson
Jónas Kristjánsson (10 avril 1924 - 7 juin 2014) est un universitaire et un romancier islandais. Il est connu pour ses travaux sur les sagas islandaises telles que la saga de Hrafnkell, où il met en évidence leur nature littéraire (et non historique). Son roman, The Wide World, se déroule en Amérique du Nord au temps des Vikings.